# Rhadinomastrus elongatus
Rhadinomastrus elongatus är en stekelart som beskrevs av Ian D. Gauld 1984. Rhadinomastrus elongatus ingår i släktet Rhadinomastrus och familjen brokparasitsteklar. Inga underarter finns listade i Catalogue of Life.